# Projeções de crescimento populacional

Crescimento populacional global 1700–2100 (projeção de 2022)

As projeções populacionais são tentativas de prever como as estatísticas da população humana podem mudar no futuro. Estas projeções constituem um contributo importante para as previsões do impacto da população neste planeta e do bem-estar futuro da humanidade. Os modelos de crescimento populacional consideram tendências no desenvolvimento humano e aplicam projeções para o futuro. Esses modelos usam suposições baseadas em tendências sobre como as populações responderão às forças económicas, sociais e tecnológicas para entender como elas afetarão a fertilidade e a  mortalidade e, consequentemente, o crescimento populacional.

Perspectivas da população mundial (projeção de 2022)

## Projeções da população mundial

Estimativas dos níveis populacionais em diferentes continentes entre 1950 e 2050, segundo as Nações Unidas (edição de 2011). O eixo vertical é logarítmico e está em milhões de pessoas.

### Projeções das Nações Unidas
O relatório da Divisão de População das Nações Unidas de 2024 prevê que a população mundial continuará a crescer após 2050, embora a um ritmo decrescente constante, atingindo o pico de 10,3 mil milhões em 2084, e depois iniciando um lento declínio para cerca de 10,2 mil milhões em 2100.
| País                           | População (milhões) | População (milhões) | População (milhões) | Ranking | Ranking | Ranking |
| País                           | 2024                | 2050                | 2100                | 2024    | 2050    | 2100    |
| ------------------------------ | ------------------- | ------------------- | ------------------- | ------- | ------- | ------- |
| Índia                          | 1.451               | 1.680               | 1.505               | 1       | 1       | 1       |
| China                          | 1.419               | 1.260               | 632                 | 2       | 2       | 2       |
| Paquistão                      | 251                 | 372                 | 511                 | 5       | 4       | 3       |
| Nigéria                        | 233                 | 359                 | 477                 | 6       | 5       | 4       |
| República Democrática do Congo | 109                 | 218                 | 431                 | 15      | 8       | 5       |
| Estados Unidos                 | 345                 | 381                 | 421                 | 3       | 3       | 6       |
| Etiópia                        | 132                 | 225                 | 367                 | 10      | 7       | 7       |
| Indonésia                      | 283                 | 320                 | 296                 | 4       | 6       | 8       |
| Tanzânia                       | 69                  | 130                 | 263                 | 22      | 15      | 9       |
| Bangladesh                     | 174                 | 215                 | 209                 | 8       | 10      | 10      |
| Egito                          | 117                 | 162                 | 202                 | 14      | 11      | 11      |
| Brasil                         | 212                 | 217                 | 163                 | 7       | 9       | 12      |
| Angola                         | 38                  | 74                  | 150                 | 42      | 27      | 13      |
| Sudão                          | 50                  | 85                  | 137                 | 30      | 21      | 14      |
| México                         | 131                 | 149                 | 130                 | 11      | 12      | 15      |
| World                          | 8,162               | 9,664               | 10,180              |         |         |         |

## Projeções da população de Portugal
O INE também prepara projeções da população de Portugal, tendo a última projeção sido realizada com os dados de 2018 e sendo apresentados três cenários: alto, central e baixo.
|                              | 2020            | 2020         | 2020          | 2050            | 2050         | 2050          | 2080            | 2080         | 2080     |
| Cenário baixo                | Cenário central | Cenário alto | Cenário baixo | Cenário central | Cenário alto | Cenário baixo | Cenário central | Cenário alto |          |
| ---------------------------- | --------------- | ------------ | ------------- | --------------- | ------------ | ------------- | --------------- | ------------ | -------- |
| Portugal                     | 10302981        | 10330240     | 10350415      | 8585634         | 9647698      | 10701920      | 6057479         | 8216015      | 10555447 |
| Norte                        | 3568734         | 3577042      | 3583810       | 2764630         | 3104455      | 3445089       | 1588708         | 2255131      | 2983862  |
| Centro                       | 2198150         | 2204511      | 2209113       | 1688430         | 1913563      | 2137493       | 1071048         | 1515938      | 1996929  |
| Área Metropolitana de Lisboa | 2894048         | 2902442      | 2908819       | 2751860         | 3069604      | 3386129       | 2414065         | 3096272      | 3849535  |
| Alentejo                     | 702543          | 704146       | 704741        | 556284          | 615181       | 671023        | 375970          | 495189       | 619745   |
| Algarve                      | 443848          | 445031       | 445757        | 432470          | 495887       | 557719        | 381136          | 519766       | 661032   |
| Região Autónoma dos Açores   | 242068          | 242532       | 242790        | 205237          | 225515       | 244205        | 131962          | 170969       | 208670   |
| Região Autónoma da Madeira   | 253590          | 254536       | 255385        | 186723          | 223493       | 260262        | 94590           | 162750       | 235674   |